# 3052 Герцен
3052 Герцен (3052 Herzen) — астероїд головного поясу, відкритий 16 грудня 1976 року.
Тіссеранів параметр щодо Юпітера — 3,517.